# Luciano Ricceri
Luciano Ricceri (Roma, 26 aprile 1940 – Orte, 1º febbraio 2020) è stato uno scenografo, produttore cinematografico e costumista italiano.

## Biografia
All'inizio della sua carriera Luciano Ricceri ha lavorato come assistente scenografo di Piero Gherardi in due film di Federico Fellini: 8½ (1963) e Giulietta degli spiriti (1965). Ha ricevuto il Nastro d'argento alla migliore scenografia 1991 per il film Il viaggio di Capitan Fracassa e il David di Donatello per il miglior scenografo 2001 per Concorrenza sleale. Ha fatto le scenografie di vari film di Ettore Scola, tra i quali: L'arcidiavolo, La famiglia, Splendor, Che ora è, La cena e Maccheroni.
Si ricordano di lui in particolare le «scenografie – interamente ricostruite in studio – per Marco Polo (1982) di Giuliano Montaldo».

## Filmografia

### Scenografo
- Il mio amico Benito, regia di Giorgio Bianchi (1962)
- Giulietta degli spiriti, regia di Federico Fellini (1965)
- L'arcidiavolo, regia di Ettore Scola (1966)
- Il tigre, regia di Dino Risi (1967)
- Odissea - miniserie TV, 1 episodio (1968)
- A qualsiasi prezzo, regia di Emilio Miraglia (1968)
- Sissignore, regia di Ugo Tognazzi  (1968)
- Jekyll - miniserie TV (1969)
- Vedo nudo, regia di Dino Risi (1969)
- Il giovane normale, regia di Dino Risi (1969)
- Dramma della gelosia (tutti i particolari in cronaca), regia di Ettore Scola (1970)
- Senza famiglia, nullatenenti cercano affetto, regia di Vittorio Gassman (1972)
- La più bella serata della mia vita, regia di Ettore Scola (1972)
- Trevico-Torino - Viaggio nel Fiat-Nam, regia di Ettore Scola (1973)
- Teresa la ladra, regia di Carlo Di Palma (1973)
- C'eravamo tanto amati, regia di Ettore Scola (1974)
- A mezzanotte va la ronda del piacere, regia di Marcello Fondato (1975)
- Qui comincia l'avventura, regia di Carlo Di Palma (1975)
- Telefoni bianchi, regia di Dino Risi (1976)
- Brutti, sporchi e cattivi, regia di Ettore Scola (1976)
- Anima persa, regia di Dino Risi (1977)
- Una giornata particolare, regia di Ettore Scola (1977)
- I nuovi mostri, regia di Mario Monicelli, Dino Risi ed Ettore Scola (1977)
- Caro papà, regia di Dino Risi (1979)
- Due pezzi di pane, regia di Sergio Citti (1979)
- La terrazza, regia di Ettore Scola (1980)
- Marco Polo - miniserie TV, 6 episodi (1982-1983)
- I Paladini: Storia d'armi e d'amori, regia di Giacomo Battiato (1983)
- Ballando ballando, regia di Ettore Scola (1983)
- Turandot - film TV (1983)
- Maccheroni, regia di Ettore Scola (1985)
- Interno berlinese, regia di Liliana Cavani (1985)
- La famiglia, regia di Ettore Scola (1987)
- Il giorno prima, regia di Giuliano Montaldo (1987)
- Gli occhiali d'oro, regia di Giuliano Montaldo (1987)
- Splendor, regia di Ettore Scola (1989)
- Che ora è, regia di Ettore Scola (1989)
- Il viaggio di Capitan Fracassa, regia di Ettore Scola (1990)
- L'Atlantide, regia di Bob Swaim (1992)
- OcchioPinocchio, regia di Francesco Nuti (1994)
- Romanzo di un giovane povero, regia di Ettore Scola (1995)
- Un inverno freddo freddo, regia di Roberto Cimpanelli (1996)
- L'ultimo capodanno, regia di Marco Risi (1998)
- La cena, regia di Ettore Scola (1998)
- Un medico in famiglia - serie TV (1998)
- La piovra 10 - film TV (2001)
- Concorrenza sleale, regia di Ettore Scola (2001)
- Il vestito da sposa, regia di Fiorella Infascelli (2003)
- Gente di Roma, regia di Ettore Scola (2003)
- Sospetti 2 - miniserie TV, 3 episodi (2003)
- Il tunnel della libertà - film TV (2004)
- Giovanni Falcone - L'uomo che sfidò Cosa Nostra - film TV (2006)
- Papa Luciani - Il sorriso di Dio - film TV (2006)
- L'ultimo dei Corleonesi - film TV (2007)
- L'avvocato Guerrieri - serie TV (2007)
- Eroi per caso - film TV (2011)
- Dove la trovi una come me? - film TV (2011)
- Il giovane Montalbano - serie TV, 6 episodi (2012)
- Acciaio, regia di Stefano Mordini (2012)
- Che strano chiamarsi Federico, regia di Ettore Scola (2013)
- I delitti del BarLume - serie TV, 4 episodi (2013-2015)
- Il commissario Montalbano - serie TV, 19 episodi (1999-2017)
- La mossa del cavallo - C'era una volta Vigata - film TV (2018)

### Produttore
- Piazza Navona - serie TV, 2 episodi (1988)
- Il viaggio di Capitan Fracassa, regia di Ettore Scola (1990)
- Cinecittà... Cinecittà, regia di Vincenzo Badolisani (1992)
- Mario, Maria e Mario, regia di Ettore Scola (1993)
- Romanzo di un giovane povero, regia di Ettore Scola (1995)

## Riconoscimenti
- 1987 – Ciak d'oro per la migliore scenografia per La famiglia[2]
- 1991 – Nastro d'argento alla migliore scenografia per Il viaggio di Capitan Fracassa
- 2001 – David di Donatello per il miglior scenografo per Concorrenza sleale